# World Rugby Pacific Nations Cup 2018
World Rugby Pacific Nations Cup 2017 fu la 13ª edizione della World Rugby Pacific Nations Cup, torneo annuale di rugby a 15 tra le selezioni nazionali delle isole del Pacifico.
Tale edizione di torneo vide anche due invitate dall'Europa, la Georgia e la Romania, ma quest'ultima, a causa di problemi con World Rugby legati all'inidoneità di alcuni giocatori internazionali che le avevano fatto perdere anche la qualificazione alla Coppa del Mondo di rugby 2019, rinunciò a partecipare.
Il posto lasciato libero dai rumeni fu quindi preso da Samoa.
La formula fu un girone unico in cui ogni squadra incontrò solo due avversarie delle altre tre nella competizione, che si tenne interamente a Suva, capitale di Figi.
A risultare vincitrice fu la nazionale di casa di Figi per la quinta volta, quarta consecutiva

## Risultati
| Arbitro: | Brendon Pickerill |

|                            |      |                           |
| Lolohea 71’ Halaifonua 79’ | mt   | 7’ Matiashvili            |
| Morath 79’                 | tr   | 7’ Matiashvili            |
| Takulua 35’                | c.p. | 21’, 38’, 60’ Matiashvili |

| Arbitro: | Mike Fraser |

|                                                       |      |                                        |
| Murimurivalu 25’ Volavola 32’ Seniloli 38’ Goneva 50’ | mt   | 59’ Matavao 68’ J. Lam 78’ Polataivaia |
| Volavola 38’, 50’                                     | tr   | 59’ Pisi 68’ Tuala                     |
|                                                       | c.p. | 22’ Pisi                               |

| Arbitro: | Brendon Pickerill |

|                              |      |                         |
| Lolohea 6’ Vuna 18’ Latu 59’ | mt   | 75’ Fidow 80+4’ Matavao |
| Takulua 6’, 18’              | tr   | 80+4’ Pisi              |
| Takulua 31’, 49’, 58’        | c.p. | 13’, 23’ Tuala          |

| Arbitro: | Jérôme Garcès |

|                                                                 |      |                            |
| Seniloli 14’, 17’ Vatubua 49’ Lomani 62’, 78’ R. Waqavatu 80+4’ | mt   | 23’ Kolelishvili 39’ Todua |
| Nasiganiyavi 49’, 62’                                           | tr   | 23’ Matiashvili            |
| Nasiganiyavi 55’                                                | c.p. | 3’ Matiashvili             |

## Classifica
|  | Squadra | G | V | N | P | P+ | P- | P±  | B | PT |
|  | ------- | - | - | - | - | -- | -- | --- | - | -- |
|  | Figi    | 2 | 2 | 0 | 0 | 61 | 37 | +24 | 1 | 9  |
|  | Tonga   | 2 | 1 | 0 | 1 | 43 | 34 | +9  | 1 | 5  |
|  | Georgia | 2 | 1 | 0 | 1 | 31 | 52 | -21 | 0 | 4  |
|  | Samoa   | 2 | 0 | 0 | 2 | 40 | 52 | -12 | 1 | 1  |